# Antílop aquàtic
L'antílop aquàtic (Kobus ellipsiprymnus) és una espècie de mamífer artiodàctil de la família dels bòvids que és àmpliament distribuït a l'Àfrica subsahariana. Es va descriure per primer cop pel naturalista William Ogilby el 1833. Etimològicament, el nom generic Kobus és una paraula prominent del llatí, originada d'un nom africà, koba. L'epítet específic ellipsiprymnus prové del grec, on ellipse vol dir 'el·lipse' i prymnos, 'part posterior'; donat l'anell que es troba a la gropa d'aquests espècimens.

## Taxonomia
L'antílop aquàtic és una de les sis espècies del gènere Kobus, que prové de la família Bovidae. Se n'han identificat 13 subespècies diferents, que posteriorment s'han agrupat en dos grups: antílop aquàtic comú (Kobus ellipsiprymnus ellipsiprymnus) i antílop aquàtic defassa (Kobus ellipsiprymnus defassa).
- K. e. ellipsiprymnus inclou:
  - K. e. ellipsiprymnus
  - K. e. kondensis
  - K. e. pallidus
  - K. e. thikae

- K. e. defassa inclou:
  - K. e. defassa
  - K. e. crawshay
  - K. e. penricei
  - K. e. adolfi-friderici
  - K. e. annectens
  - K. e. tjäderi
  - K. e. harnieri
  - K. e. tschadensis
  - K. e. unctuosus

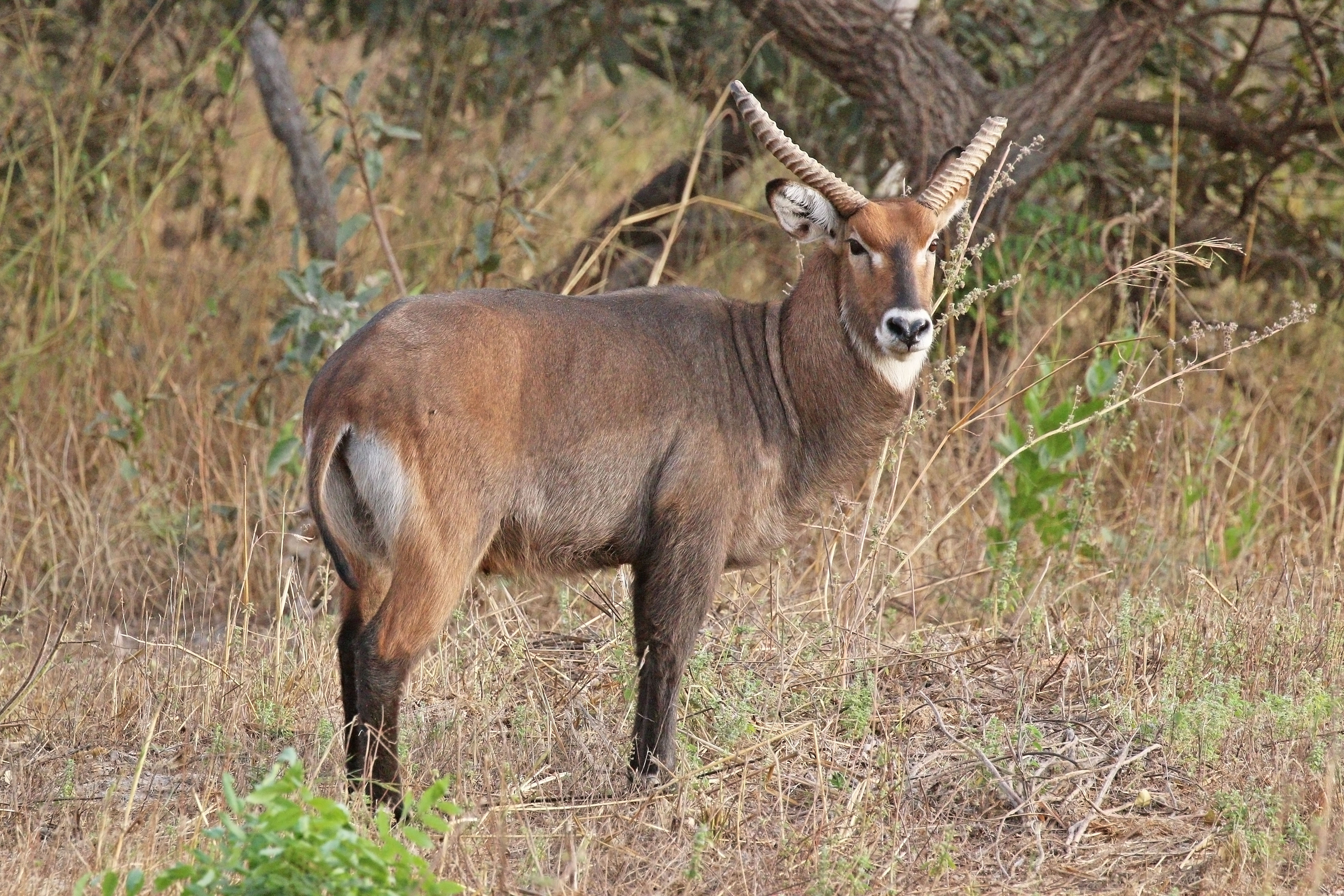
Kobus ellipsiprymnus unctuosus
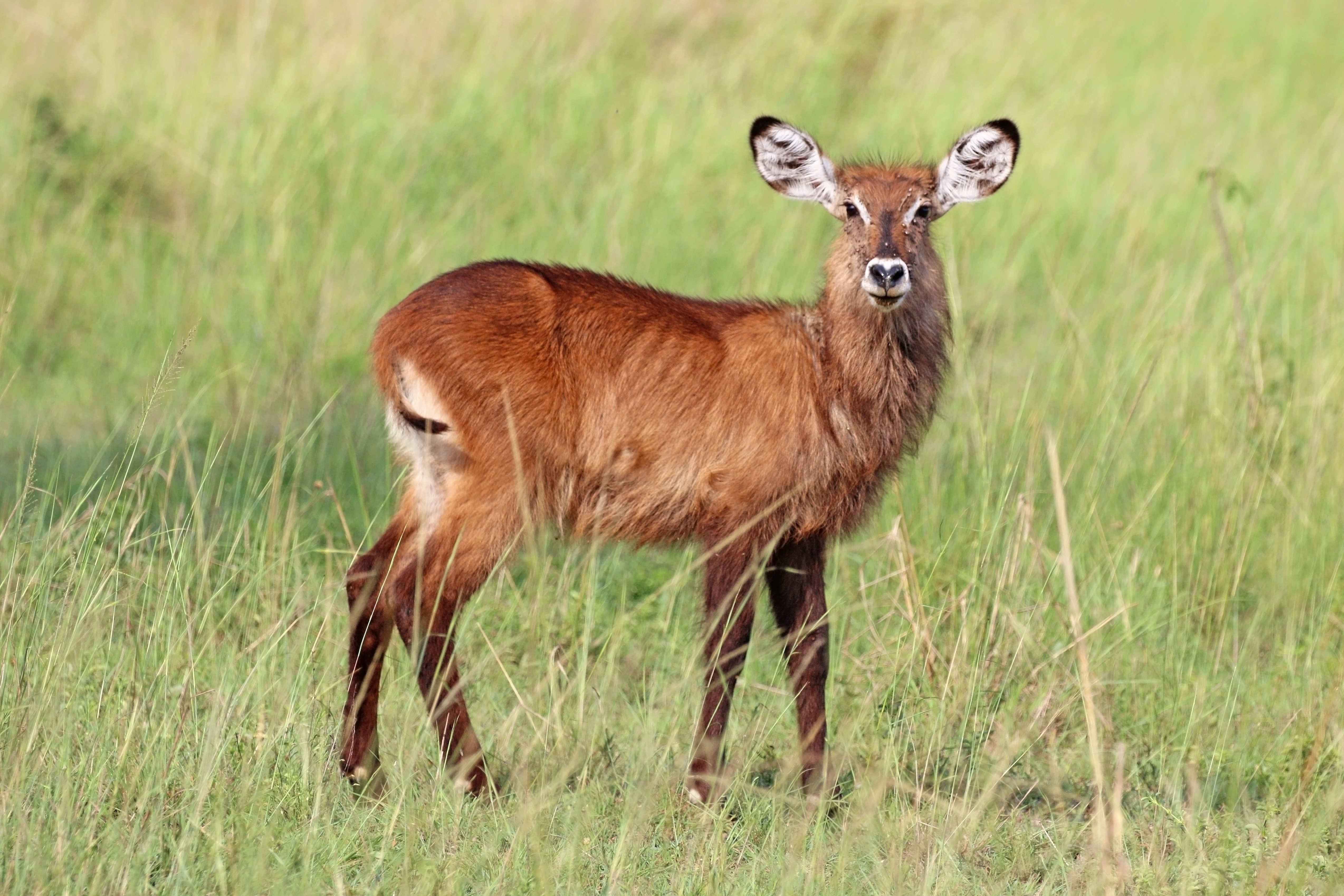
Kobus ellipsiprymnus defassa
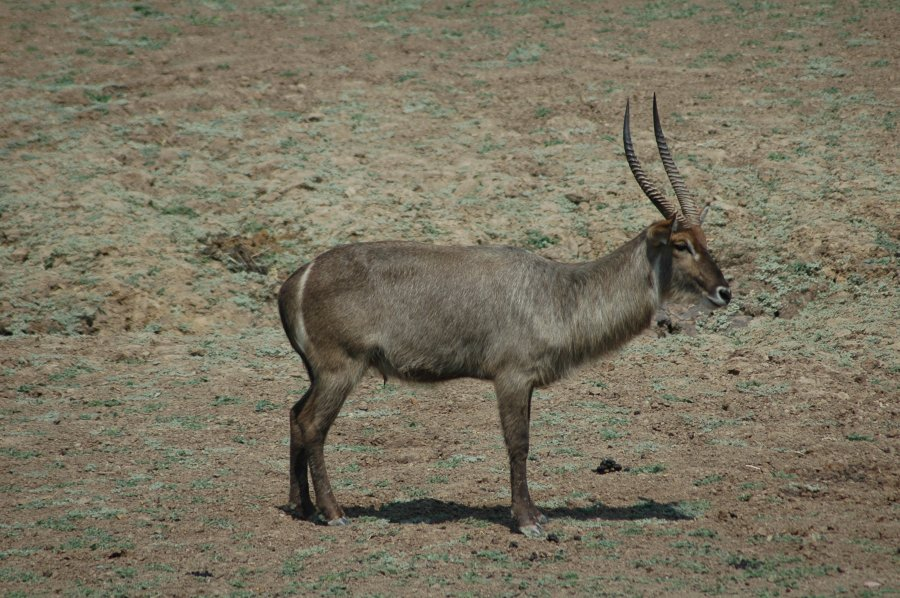
Kobus ellipsiprymnus ellipsiprymnus

## Evolució i distribució geogràfica

### Evolució

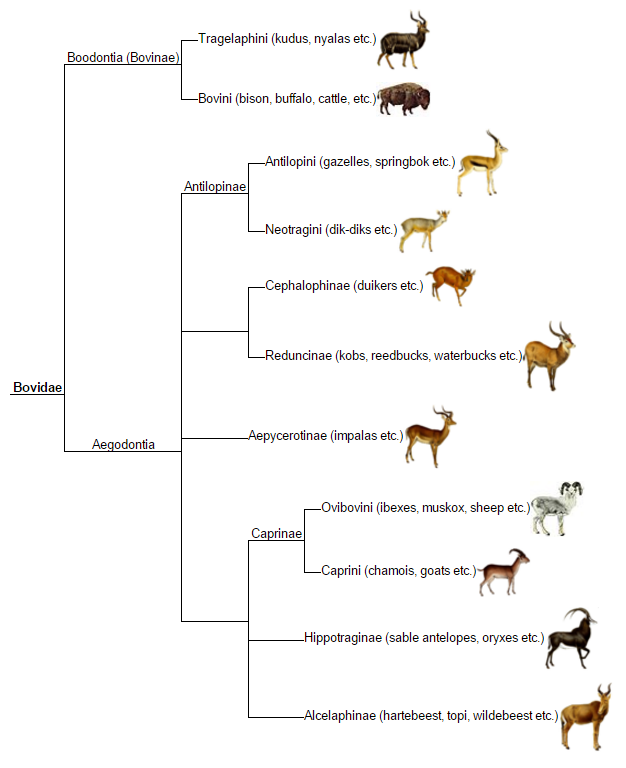
Arbre filogenètic de la família Bovidae

No s'han trobat molts fòssils d'antílop aquàtic. Els fòssils eren escassos al Bressol de la Humanitat i es trobaven als jaciments de Swartkrans. Segons les teories de Valerius Geist, biòleg canadenc, sobre la relació de l'evolució social i la dispersió dels ungulats durant el Plistocè, es considera que el nínxol ancestral de l'antílop aquàtic és la costa oriental d'Àfrica, amb la Banya d'Àfrica al nord i a l'oest de la Gran Vall del Rift.

### Distribució geogràfica
El grup d'antílops aquàtics comuns (K. e. ellipsiprymnus) està situat a la major part de l'Àfrica subsahariana, mentres que el grup d'antílops aquàtics defassa (K. e. defassa) es localitza a l'oest de la Gran Vall del Rift i al sud del Sahel des d'Eritrea fins a Guinea Bissau.
La distribució dels dos grups se superposa lleugerament al llarg de la Gran Vall del Rift a Kenya i Tanzània.

## Descripció física
- Pes: mascles: 198-262 kg, femelles: 161-214 kg.[6]
- Llargària del cos: 180-220 cm.
- Llargària de l'esquena: 100-130 cm.

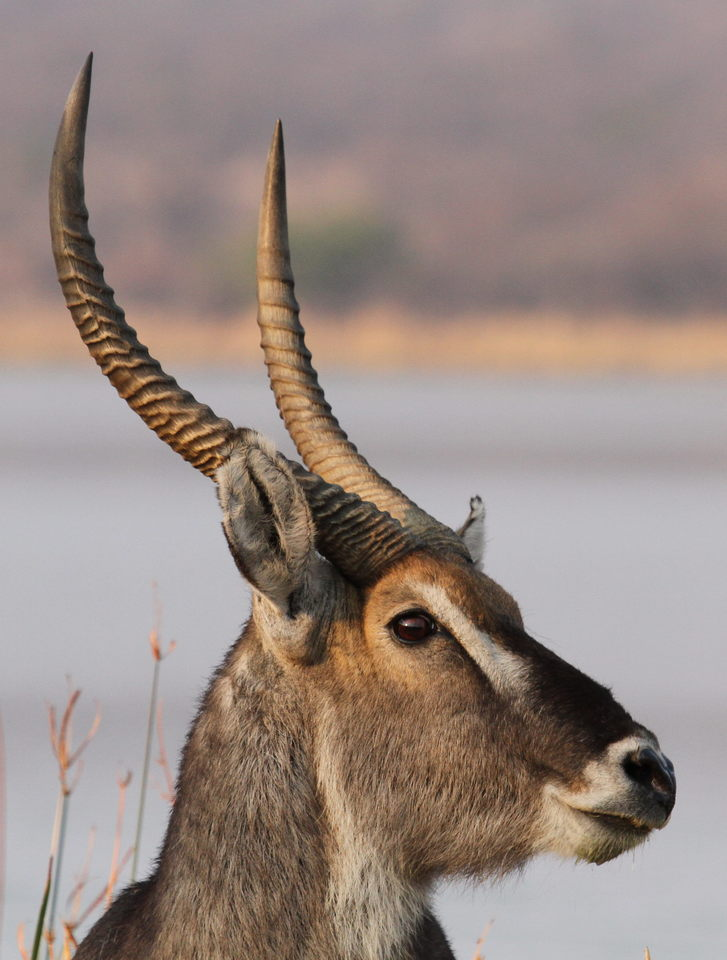
Banyes de l'antílop aquàtic, Parc Nacional de Borakalalo

Kobus ellipsiprymnus és un dels antílops més grans d'entre les espècies de Kobus. És sexualment dimòrfic, per tant, hi ha diferències entre mascles i femelles: el creixement és més ràpid i el pes és més gran en els mascles que en les femelles. El pelatge té un color rogenc marró a gris, i es fa més fosc amb l'edat. Els mascles són més foscos que les femelles. Tot i que aparentment es gruixut, no té un pelatge molt frondós. Els cabells del coll són, tanmateix, llargs i peluts. Quan s'excita sexualment, la pell de l'antílop segrega una substància greixosa amb l'olor de mesc. L'olor d'això és tan desagradable que repeleix els depredadors. Aquesta secreció també ajuda a impermeabilitzar el cos quan l'animal es submergeix a l'aigua. Les característiques facials inclouen un morrió blanc, unes celles clares, una taca de color crema a la gola i a les orelles un interior més clar. En general, l'antílop aquàtic es caracteritza per un coll llarg i unes potes fortes, oscures i curtes. Les femelles tenen dos mugrons. Les glàndules preorbitàries, les glàndules dels peus i les inguinals no hi ha.
Assoleixen fins a un metre d'alçada i un pes de fins a 262 quilograms i els mascles tenen banyes grans i ben desenvolupades.
Les banyes llargues i espirals es corben cap enrere i després cap endavant. Es troben només en els mascles tot i que es pot trobar un parell de banyes rudimentàries en forma de bony ossi en els cranis de les femelles. Fins a cert punt, la longitud de les banyes, que oscil·la entre els 55 i els 99 cm, està relacionada amb l'edat de l'individu.

Existeix una diferència fonalmental entre el grup d'antílops aquàtics comuns i el grup defassa, K. e. ellipsiprymnus tenen un anell blanc distintiu al voltant de la gropa, mentre que l'antílop defassa, K. e. defassa, no el té.

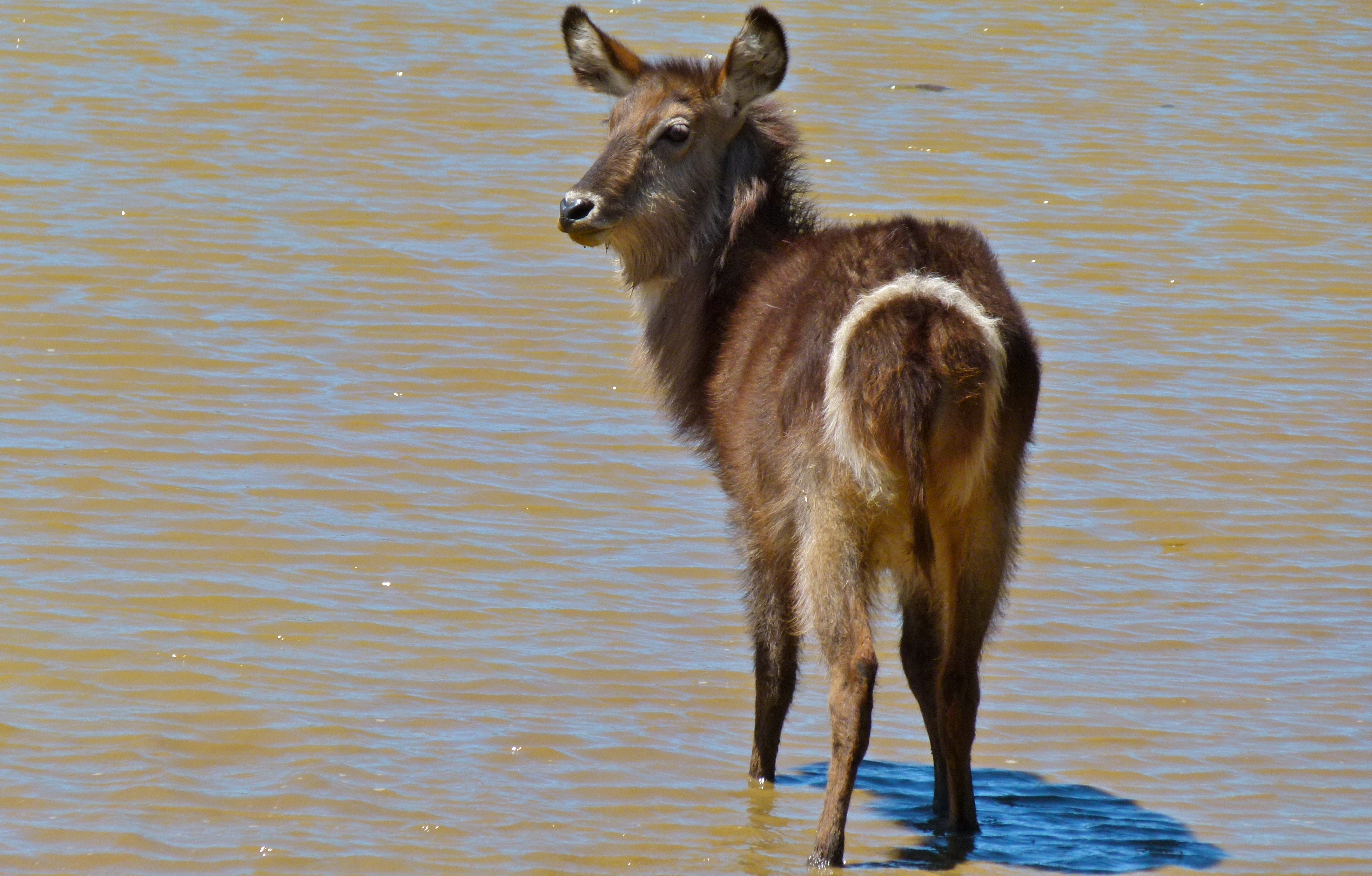
Antílop aquàtic comú (femella)
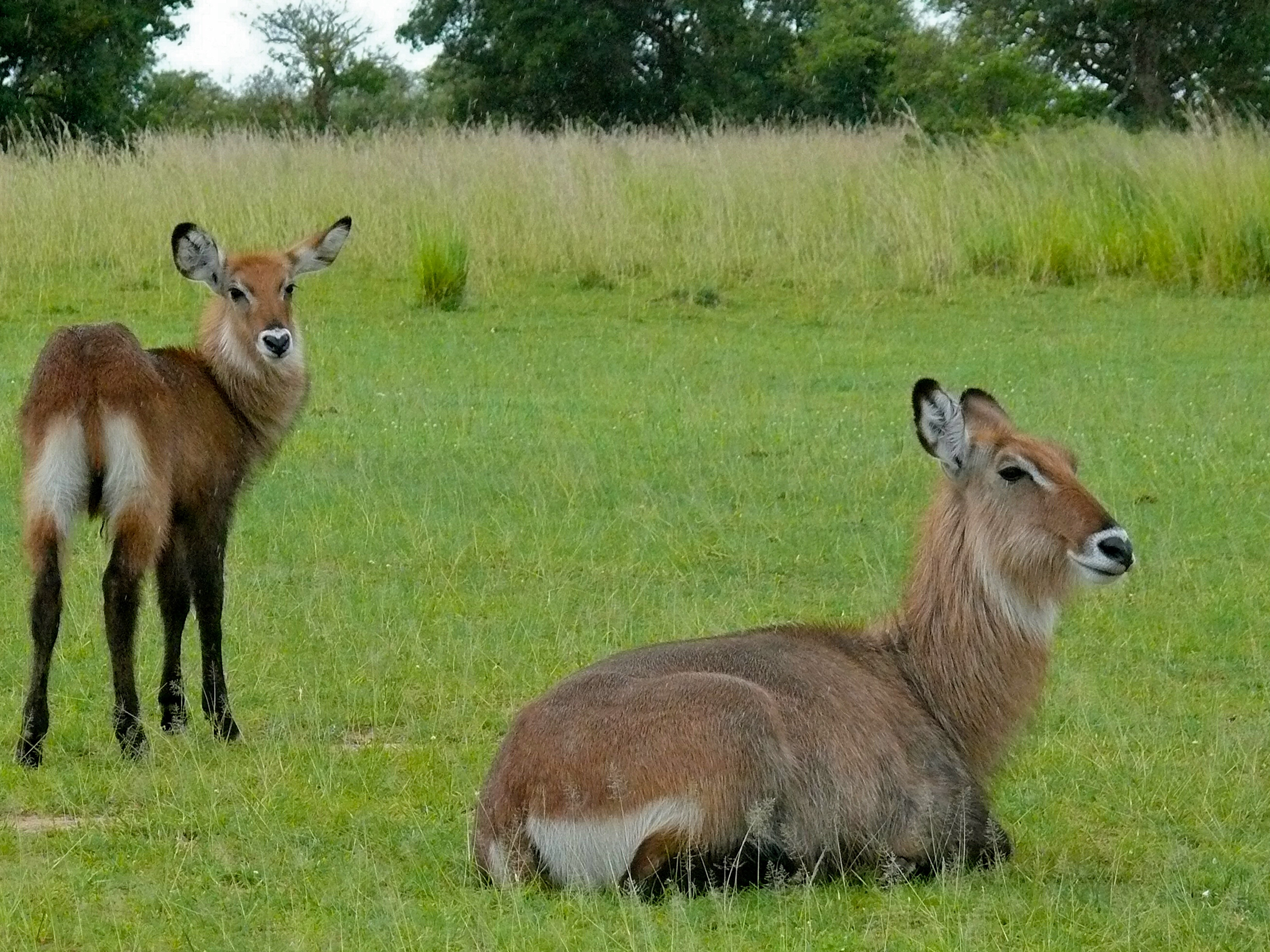
Antílop aquàtic defassa (femelles)

## Etologia

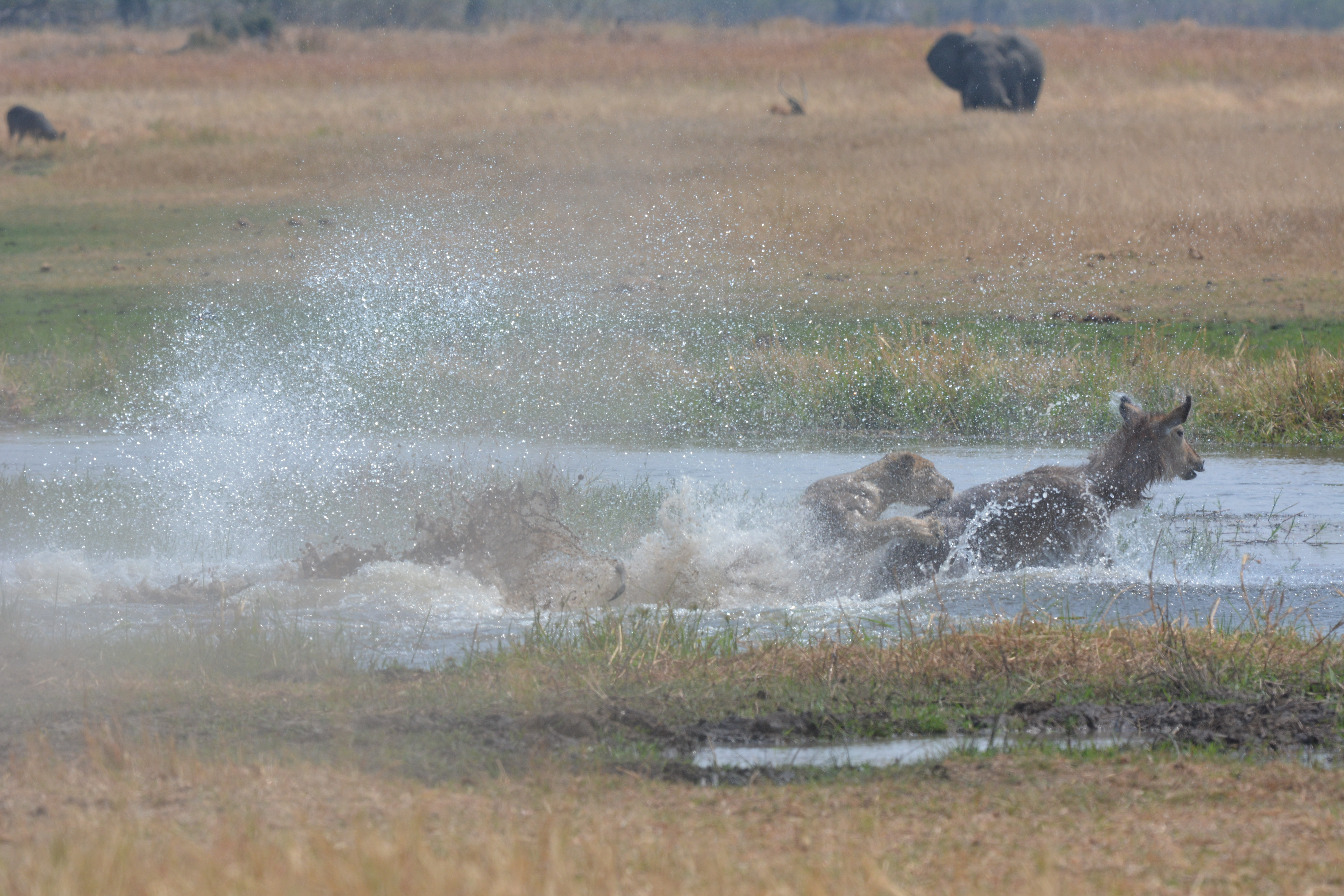
Antílop aquàtic fugint del depredador per l'aigua.

Com el seu nom indica, l'antílop aquàtic és un bon nedador i per això sempre corre cap a l'aigua quan percep un perill i vol escapar dels depredadors, tot i això, s'ha observat que el salt d'aigua no li agrada especialment. Generalment, els antílops prefereixen els hàbitats de sabana, praderies i matolls que estan a prop de l'aigua. És un animal herbívor on l'herba, les fulles i canyes constitueixen un 70-95% substancial de la seva dieta. S'ha estudiat que durant la temporada seca el 32% de la seva jornada s'empra en l'alimentació, mentres que durant la temporada humida, a penes hi dediquen temps.
Els antílops aquàtics són de naturalesa més aviat sedentària, tot i que es pot produir alguna migració amb l'aparició del monsó. En l'hàbitat natural, és un animal gregari formant ramats d'entre 12 a 30 individus, molts d'ells són femelles i també s'hi troben mascles territorials i no territorials. La mida del ramat augmenta a l'estiu, mentre que els grups es fragmenten en els mesos d'hivern, probablement sota la influència de la disponibilitat d'aliments. El ramat té una jerarquia social basada en la mida i la força, i és per això que les lluites són freqüents. Després de la maduració sexual, quan tenen al voltant de 6 anys, els mascles es converteixen en territorials. Aquests mascles territorials, formen ramats de solters i poden vagar a la cerca de femelles. Els mascles són propensos a romandre assentats als seus territoris, tot i que amb el pas del temps poden deixar territoris inferiors per cercar més amplis. Quan arriben als 10 anys, perden la seva naturalesa territorial i són substituïts per un antílop més jove, després d'aixó retrocedeixen a una àrea petita i sense protecció.
Hi ha un altre grup social, el dels mascles satèl·lit, que són antílops adults madurs encara sense territoris propis, que exploten recursos, especialment oportunitats d'aparellament i fins i tot,en presència del l'antílop dominant. El mascle territorial pot permetre al seu territori uns quants homes satèl·lits i poden contribuir a la seva defensa (d'entre el 5-10% dels mascles adults poden conviure en un mateix ramat). Tanmateix, a poc a poc, poden privar del poder al mascle del territori i prendre'n la zona per si mateixos. En un estudi al Parc Nacional del Llac Nakuru, només el 7% dels mascles adults tenien territoris i només la meitat dels mascles territorials toleraven un o més mascles satèl·lits.

## Reproducció
- Maduresa sexual: mascles: 6 anys, femelles: 3 anys.[9]
- Període de gestació: 8 - 9 mesos.
- Mitjana de descendència: 1.
- Esperança de vida: salvatge: 18 anys, captivitat: 30 anys.

La major part dels naixements es produeixen durant les temporades més humides (entre agost i novembre). Després del naixement, els nounats s'aïllen entre els matolls lluny del ramat. Aquest aïllament es produeix a partir de les dues a tres setmanes d'edat fins als dos mesos. Els vedells són deslletats quan assoleixen els vuit mesos d'edat. És en aquest moment, quan comencen a formar-se les banyes en els mascles i després, s'uneixen a grups de vedells de la seva edat.

## Perills i amenaces
Els antílops aquàtics són perseguits i caçats amb finalitats alimitentícies i lúdiques, són especialment susceptibles a causa de la seva naturalesa sedentària. Els seus principals depredadors són els lleons, els lleopards, guepards, gossos salvatges africans, cocodrils del Nil i els humans. La disminució de la població al Parc Nacional del llac Nakuru s'ha atribuït a una intoxicació per metalls pesants.
Com a resultat, la tendència actual de la població d'antílops aquàtics es troba en disminució. Segons els criteris de la llista vermella de la UICN, el grup d'antílops aquàtics defassa es classifica com a "gairebé amenaçat" i el grup d'antílops aquàtics comuns apareix com una espècie "menys preocupada". Tal és així, que la majoria de les poblacions de Kobus ellipsiprymnus sobreviuen en àrees protegides i reserves naturals.